# Jenna Oellrich
Jenna Oellrich (* 14. Oktober 1988 in Duisburg) ist eine deutsche Hybridautorin romantischer Geschichten und Fantasyromane. 

## Leben und Wirken
Jenna Oellrich wurde in Duisburg geboren und lebt seit 1993 in Bonn. Bereits in der Kindheit begann sie mit dem Schreiben von Kurzgeschichten und Songtexten. 2008 machte sie Abitur, seit 2014 veröffentlichte sie erste Geschichten. 2018/2019 nahm sie an Kursen für das Fach „Drehbuchautor“ an der ils teil. Aktuell veröffentlicht sie über den Himmelstürmer Verlag und als Selfpublisherin.
Oellrich schreibt hauptsächlich Fantasygeschichten sowie romantische Erzählungen aus dem LGTBQ-Milieu.

## Publikationen (Auswahl)
- Wenn Liebe Schmerz bedeutet. Romance. Himmelstürmer Verlag, Hamburg 2015, ISBN 978-3-86361-461-4.
- Wenn Liebe Stark macht. Romance. Himmelstürmer Verlag,  Hamburg 2015, ISBN 978-3-86361-464-5.
- Volucer. Buch Helena. Edition Trailer Spot, Aindling 2915, ISBN 978-3-946308-10-2.
- Seit dem ersten Tag. Romance. Himmelstürmer Verlag, Hamburg 2016, ISBN 978-3-86361-542-0.
- Und der Oscar geht an... Romance. Himmelstürmer Verlag, Hamburg 2017, ISBN 978-3-86361-632-8.
- Vergeben Liebe. Romance. Himmelstürmer Verlag, Hamburg 2019, ISBN 978-3-86361-795-0.
- Finstere Verdammnis. Roman. Bundeslurch Verlag, Bonn, 2019, ISBN 978-3-96350-022-0.